# 終わる世界とバースデイ
『終わる世界とバースデイ』（おわるせかいとバースデイ）は、コットンソフトより2012年7月27日に発売された18禁アドベンチャーゲーム。略称は「終ば」・「終バ」または「終バス」。
2016年には萌えAPPから性的表現を削除したiOS/Android版が配信されたほか、2017年5月11日にエンターグラムよりPlayStation Vita版が発売された。

## ストーリー
9月。インターネットを通じて世界中でささやかれているある噂があった。それは『2012.9.29 世界が終わるー』というものであった。だがそんな噂を信じる人はほとんどいなかった。しかし、その日に何かが起こるのではないかという不安と期待感を抱いている人も大勢いた。
主人公、冬谷和臣はその噂にはまったく興味を示さなかった。彼を死んだ兄だと思っている、親友の妹を守ることだけが彼にとって大切なことだった。
しかし、ネットに預言者『カサンドラ』が現れある予言を残していく。冬谷やその周りの人間もその予言の通りに事件に巻き込まれていく。
そして、予備校の同級生たちとネットで噂されている「世界が終わる」というものが本当かどうか、みんなで検討し、対策する「9.29対策協議会」なる非公式サークルを成り行きで作ることとなる。
世界の終わりまであと*日。その日は偶然にも親友の死んだ日であり、その妹の誕生日でもあった。

## 登場人物

### 9.29対策協議会
冬谷 和臣（とうや かずおみ）
本作の主人公。死んだ親友の妹と2人で暮らしている。親友の死後は友人も作らずに生活を送っている。苗字の読み方を「フユタニ」と間違えられることを嫌っている。
千ヶ崎 入莉（ちがさき いり）
声 - みる
主人公の死んだ親友の妹。生まれつきほとんど目が見えない。兄が死んだショックから、主人公のことを兄と呼び慕っている。性格は健気で天真爛漫。
夏越 大天使（なごし みかえる）
声 - 森谷実園
主人公と予備校で知り合った同級生。キラキラネームであることがコンプレックスで、人前では「ミカ」と名乗っている。今まで接点はなかったが、予備校で制服が同じだったことがきっかけで主人公と話すようになった。性格は気弱で小心者であり、被害妄想も見られる。それを隠そうと強がるため結果としてツンデレになってしまう。「世界が終わる」という噂を本気で怯えている。口癖は「～とか言うなー！」
藤白 柊（ふじしろ ひらぎ）
声 - 桐谷華
主人公のクラスメイトではあるが留年したためひとつ年上である。一言喋れば「フリーザ様」と呼ばれるほど周りを凍りつかせる毒舌家。協調性もなく、クラスで浮いている。図書委員でよくラノベを読んでいてかなり詳しい。例の噂については完全否定している。
諏訪 成子（すわ なるこ）
声 - 青山ゆかり
SNSで知り合った主人公の数少ない友人。今まで一度も会ったことがなかった。その正体は主人公の住んでいるマンションの上の階に住んでいる、2●歳女子のニート。「9.29対策協議会」には特別参加することになり、彼女の部屋が部室になる。性格はだらしなく、自虐的。将来に夢も希望もないため例の噂が本当であってほしいと本気で思っている。

### その他の人物
織塚 美咲（おりづか みさき）
声 - 夏野こおり
同じ学校の1年生で入莉のクラスメイト。視覚障害者である入莉のことをよく面倒を見ている。主人公に片思いしているものの、そのために入莉の面倒を見ていると思われたくないため何も言えてない。
諏訪 郁生（すわ いくお）
声 - 雪都さお梨
成子の妹に見えるがれっきとした男の娘である。小学生だが姉よりしっかりしており、引きこもりの姉を心配して実家から様子を見に来ている。そのたびに半ば無理やり可愛い格好をさせられている。姉に代わり、家事を行うとてもいい子。
千ヶ崎 陶也（ちがさき とうや）
声 - 鳩万軍曹
2年前にバイク事故で死んだ主人公の親友であり、入莉の兄。子供の頃から3人でよく遊んでいた。主人公と入莉には優しく接するが、世の中に対してはニヒルで皮肉屋な一面があった。なおコットンソフトの次回作『双子座のパラドクス』にて、千ヶ崎兄妹の母親がサブキャラクターとして登場しており、ストーリーは絡まないものの作品の世界観が繋がっている。
後藤（ごとう）
声 - ますおかゆうじ
同じ学校に通う2年生。例の噂に傾倒し、スレの予言が当たれば最初の予言である例の噂も現実となると本気で信じている。スレに新しく予言が書き込まれれば、それを自ら実現しようとする危ない奴。

## texiについて
今作には「texi」という主人公たちの住むてんくうタウン限定のSNSがあり、ヒロインたちの書き込みを見ることができる。この書き込みはプレイ中に画面左上に表示されるほか、texiを開いて設定画面で通知のみ、通知しないようにも設定できる。また、ヒロインたちからメッセージが来たり、運営からメッセージが来ることもある。
ちなみに他のヒロインたちのフレンドリストを見ると、歴代コットンソフトの主人公やヒロイン、サブキャラも登録されている。
なお、プレイヤーはtexiに書き込みはできない。

## スタッフ
- 原画：司ゆうき
- シナリオ：海富一、狩野伊太郎、御導はるか、他
- 音楽：Elements Garden、project lights、Bassy、SENTIVE、Edi（Sound Union）、TGZ SOUNDs

## ボーカル曲
- 主題歌：『夏の終焉り』
  - 歌：電気式華憐音楽集団
  - 作編曲：電気
  - 作詞：華憐
- エンディングテーマ：『Happy Birthday to...』
  - 歌：KAKO
  - 作編曲：maru(project lights)
  - 作詞：海富一